# Relais Barcarel
Le relais Barcarel est un ancien commerce remarquable situé à Saint-Laurent-du-Maroni en Guyane.
Construit par un ancien bagnard vers 1880 à l'angle des rues Montravel et Mélinon (aujourd'hui rue Félix Eboué), il a été tour à tour magasin de cartes postales puis de matériel pour orpailleurs puis un hôtel avec au rez de chaussée un bar-restaurant "Le Saramaka". Elle a la particularité d’être la seule maison à ossature bois avec un remplissage en briques apparentes de la ville.
Il est retenu pour bénéficier du loto du patrimoine en mars 2019.

## Histoire
Deux anciens bagnards Fernand Perez-Moreyra et Albert Levy, déportés au bagne de Saint-Laurent du Maroni en Guyane en 1891 pour le premier et en 1887 pour le second, s’associent pour éditer des cartes postales essentiellement sur l’est Guyanais, dès 1909 en fondant la maison Pérez & Lévy, un commerce qui assure entre autres la vente de tissus, mercerie, fournitures de bureau, matériel pour orpailleurs, quincaillerie, armes à feu, location de livres, débit de timbre. Ils déménagent de leur modeste commerce du 19 rue Montravel pour investir la maison Guihard, une des plus élégantes bâtisses de la ville. Un de leurs principaux clients était l’administration pénitentiaire du bagne. En 1917, les deux anciens bagnard retournent en métropole.
En 2018, laissée à l'abandon depuis plus de vingt ans, la maison fait l'objet d'un projet de réhabilitation retenue dans le programme Action Cœur-de-ville pour le transformé en meublé de tourisme et est inscrit aux Monuments historiques en juin 2020